# Groklaw
Groklaw était un site web offrant surtout des informations judiciaires s'adressant à la communauté logicielle du logiciel libre et open source. Fondé le 16 mai 2003,  par la paralégale Pamela Jones, en tant que blog sur la loi américaine, il a couvert SCO contre Linux, la poursuite de la Commission européenne contre Microsoft pour abus de position dominante et le processus de standardisation d'Office Open XML. Il a officiellement suspendu ses activités le 20 août 2013. Il reste toutefois accessible en ligne.

## Activités
Jones a décrit Groklaw comme un lieu où les avocats et les geek pourraient s'expliquer des choses et travailler ensemble, ce qui leur permettrait de mieux comprendre le travail des autres. Le nom du site dérive de « grok », néologisme dû à l'écrivain de science-fiction Robert A. Heinlein qui signifie « comprendre complètement » et qui est entré dans le jargon des geek.
Le site s'est aussi attaché à couvrir des sujets pouvant intéresser une communauté plus large : brevet logiciel, DMCA, les actions controversées de la RIAA contre les internautes accusés de partage de fichiers illégal et les poursuites judiciaires contre les logiciels libres ou open source (Android et Linux).
À la suite de chacun des articles du site, un fil de discussion est habituellement créé par l'un des membres de la communauté Groklaw dans le but d'offrir un espace où mentionner les erreurs mineures. Presque tous les articles viennent avec un second fil, Off Topic, qui sert à discuter du contenu de l'article.
Pamela Jones et des bénévoles modèrent les propos recueillis. Ils peuvent supprimer des propos indécents, des attaques ad hominem, tout comme des sujets trop chargés (politique, religion, guerre, etc.).

## Histoire
En janvier 2009, la communauté Groklaw a entamé une opération de consolidation et toilettage des dossiers accumulés sur le site.
En avril 2010, la Bibliothèque du Congrès a sélectionné Groklaw pour son projet d'archivage du Web, dans la catégorie Legal Blogs.
Le 9 avril 2011, Jones a annoncé que Groklaw cesserait de publier de nouveaux articles à partir du 16 mai 2011, date officielle de sa huitième année d'activité, affirmant que le site avait atteint son objectif initial de révéler les faits de la poursuite de SCO contre Linux
Le 16 mai 2011, Jones a de nouveau exprimé son désir de ne plus rédiger d'articles et a officiellement nommé le nouvel éditeur, Mark Webbink . 
Malgré son désir de quitter, Jones a rédigé des articles sur les poursuites judiciaires à l'encontre de brevets protégeant le système d'exploitation Android. Elle a repris un rôle éditorial et, avec Mark Webbink, modère les propos des internautes.
Le 20 août 2013, Groklaw publie un article où il annonce la suspension de ses activités à la suite des révélations des programmes de surveillance d'Internet du gouvernement américain (XKeyscore et PRISM). Jones a écrit que : « Ce que je sais est qu'il est impossible d'être entièrement humain si vous êtes continuellement surveillé... J'espère que cela explique clairement pourquoi je ne peux plus continuer. Il n'existe plus de bouclier contre l'exposition forcée. »

### Citations originales
1. ↑  (en) « What I do know is it's not possible to be fully human if you are being surveilled 24/7...  I hope that makes it clear why I can't continue. There is now no shield from forced exposure. »